# Ca Biarnès (Ascó)
Ca Biarnès és una obra del municipi d'Ascó (Ribera d'Ebre) inclosa en l'Inventari del Patrimoni Arquitectònic de Catalunya.

## Descripció
Situat a l'inici de la plaça de l'Abadia. Edifici entre mitgeres de dues crugies, que consta de planta baixa, dos pisos i golfes. La coberta ha estat substituïda per una de nova d'uralita, moment en el qual també es van tapiar les finestres del pis més alt. S'hi accedeix per un gran portal d'arc pla de pedra acarada; a l'altre eix hi ha un finestral de pedra acarada i ampit motllurat, amb un balcó suportat per mènsules a sobre. La resta d'obertures són d'arc pla arrebossat. Al pis inferior l'aparell del mur és fet de pedra disposada en filades més o menys regulars, i als pisos superiors és de tàpia.

## Història
Ca Biarnès era la casa de Guillem de Montcada a finals del segle xiv quan les lluites entre els Entença de Móra contra els Templers i Montcada tenien lloc. Finalment, un Montcada es casà amb Maria de Bearn "Comitesa biarnensis". L'any 1800, un fill de Cal Cavaller, Josep, es va casar amb la pubilla de Ca Biarnès, Miquela. Una filla de dita parella -Francesca Antònia de Salvador i Biarnès- es va fer religiosa del convent de Santa Clara de Tortosa i tingué aparicions del Nen Jesús posant-se-li al braç o amb la creu al coll; a més, Sant Francesc també se li apareixia, anunciant-li esdeveniments. Va morir l'any 1837.